# Veintiuno
El veintiuno (apocopado veintiún) (21) es el número natural que sigue al 20 y precede al 22.

## Matemáticas
- El 21 es un número compuesto, que tiene los siguientes factores propios: 1, 3 y 7. Como la suma de sus factores es 11 < 21, se trata de un número defectivo. La suma de sus divisores 1, 3, 7, 21 = 32.[1]
- El 21 es el sexto número triangular, después del quince y antes del veintiocho.
- El 21 es el octavo término de la sucesión de Fibonacci, después del trece y antes del treinta y cuatro.
- El 21 es el séptimo número de la secuencia de números de la suerte.
- Un número semiprimo.
- Número libre de cuadrados.
- Es un término de la sucesión de Padovan.
- Número de Motzkin.
- Un número de Harshad y un número de Moran.
- Un número octagonal.
- La suma de los divisores de los primeros 5 enteros positivos.
- La cantidad más pequeña de cuadrados de diferentes tamaños necesarios para la cuadratura del cuadrado.

Cuadrado cuadrado "perfecto de menor orden.

- Lista de 21 problemas NP-completos de Karp son problemas computacionales famosos, que tratan sobre combinatoria y teoría de grafos.
- El 21º número primo es 73.

## Otras ciencias
- Es el número atómico del Escandio.
- Objeto de Messier M21 es un cúmulo abierto en la constelación de Sagitario.